# Lieder eines fahrenden Gesellen
I Lieder eines fahrenden Gesellen (Canti di un giovane in viaggio o Canti di un viandante o Canti di uno in cammino) sono un ciclo di Lieder composto da Gustav Mahler per voce e pianoforte. Furono scritti tra il Natale 1884 e il Capodanno 1885, ma pubblicati solo nel 1897. Ebbero poi una versione orchestrale nel 1892-1893, eseguita per la prima volta a Berlino il 16 marzo 1896 e uscita postuma nel 1912. Si compongono di quattro movimenti costituiti da altrettante canzoni, il cui testo fu scritto dallo stesso Mahler.

## Tematica
Si tratta del primo e unico caso in cui Mahler in persona scrisse il testo dei Lieder, un genere centrale nella sua produzione, che informerà di sé le sinfonie del compositore austriaco anche dal punto di vista tematico. Non a caso, la prima esecuzione dell'opera, diretta da Mahler stesso, accompagnò la presentazione della prima sinfonia e del primo tempo della seconda.
La poetica tardoromantica mahleriana si incentra fin d'ora sul rapporto tra precarietà dell'uomo e tirannia della natura, dolore dell'uno e indifferenza dell'altra. I Lieder eines fahrenden Gesellen rievocano i temi schubertiani della Winterreise e di Die schöne Müllerin, e allo stesso modo si servono di poesia non elevata ma popolare, e in accordo con la Weltanschauung del compositore. Analogamente a Schubert, Mahler fa rivivere al viandante la storia di una delusione d'amore, espressione mediata per via letteraria di una vicenda autobiografica: il fallimento del rapporto con il soprano Johanna Richter. Rispetto a Schubert le atmosfere sono però più vivide e il contrasto con la solitudine del protagonista più acceso.
È dubbio se all'epoca della prima stesura Mahler conoscesse già il Wunderhorn, con il quale entrò certamente in contatto solo nel 1887 e che giocò un ruolo centrale nella sua opera fino al 1901. Consta tuttavia almeno una conoscenza parziale, attestata dalla rielaborazione nel primo Lied di alcuni versi della raccolta, tra cui spicca la sostituzione di denk' ich an das Lieben («penso all'amore») con denk' ich an mein Leide («penso al mio dolore»).

## Struttura
La raccolta si compone di quattro Lieder che, concatenati per mezzo della modulazione, rendono già nell'insieme l'idea del viaggio: ogni canzone si conclude nella tonalità diversa da quella di partenza, che introduce il Lied successivo.
1. Wenn mein Schatz Hochzeit macht (Quando il mio amore andrà a nozze). La prima romanza esprime l'abbandono del protagonista da parte dell'amata, convolata a nozze con un altro uomo, e la sua estraneità al mondo. La tonalità è re minore e il tempo, dallo schneller (Più rapido) iniziale che sottolinea il balenare doloroso dell'idea del matrimonio imminente, si sposta su un sanft bewegt (Delicatamente mosso) ingenuo e illusorio nel rallegrarsi per l'ingresso della primavera, in una miscela di rimpianto e ironia.[2]
2. Ging heut' morgen übers Feld (Questa mattina andavo per i prati). Il canto si sposta nella tonalità parallela di re maggiore e assume un andamento In gemächlicher Bewegung (In movimento più placido). Dall'ottimismo iniziale che permea il brano, una modulazione in si maggiore riconduce però il protagonista all'idea di una felicità ormai perduta. Il tema sarà rempiegato da Mahler nella Sinfonia n. 1.[2]
3. Ich hab' ein glühend Messer (Ho un coltello rovente). La terza canzone esprime il Weltschmerz del protagonista nell'immagine di un coltello rovente che non gli lascia tregua. L'indicazione di tempo è Stürmisch, wild (Tempestoso, selvaggio), il tono klagend (lamentoso) e l'orchestra, contenuta nei primi due Lieder, irrompe a pieno organico. La tonalità vira in mi♭ minore.[2]
4. Die zwei blauen Augen (Gli occhi azzurri del mio tesoro). L'ultimo Lied è una marcia funebre in un tempo Mit geheimnisvoll schwermüthigem Ausdruck – Ohne Sentimentalität (Con espressione misteriosa e lunatica – Senza sentimentalità) che segna l'ultimo addio del viandante al suo amore. Il finale del brano tornerà come un'eco in altre importanti composizioni mahleriane, tra cui il terzo movimento della Sinfonia n. 1.[2]